# Der Tick
Der Tick ist eine US-amerikanische Zeichentrickserie, die auf der Grundlage der Comicreihe The Tick in drei Staffeln von 1994 bis 1997 produziert wurde.

## Handlung
Die Wanze Tick und sein Partner Arthur, eine Motte, bekämpfen als Superhelden gemeinsam Verbrechen.

## Konzept
Die Serie parodiert, wie schon die Comicvorlage, das Genre der Superheldencomics. Bekannte Comichelden wie Wonder Woman oder Batman werden hier als lustlose Helden karikiert, die sich abends in einer Bar treffen, zu viel trinken und sich lieber in sarkastischen Dialogen üben, anstatt Verbrechen zu bekämpfen.

## Veröffentlichung
Zwischen 1994 und 1997 wurden 36 Folgen in drei Staffeln produziert und ab 1994 auf NBC, in Deutschland ab 8. Oktober 1995 sonntäglich um 10:15 Uhr im Rahmen des Kinderprogrammfensters TrickSieben auf ProSieben ausgestrahlt. Wiederholungen im deutschsprachigen Fernsehen gab es bis 2004 unter anderem auf Sat.1, kabel eins und Tele 5.
Ab 2001 wurde ein Remake der Serie als Live-Action-TV-Serie gedreht und 2017 eine Video-on-Demand-Serie.